# Dalea leporina
Dalea leporina är en ärtväxtart som först beskrevs av William Aiton, och fick sitt nu gällande namn av Arthur Allman Bullock. Dalea leporina ingår i släktet Dalea, och familjen ärtväxter. Inga underarter finns listade i Catalogue of Life.